# Blauaugenscharbe

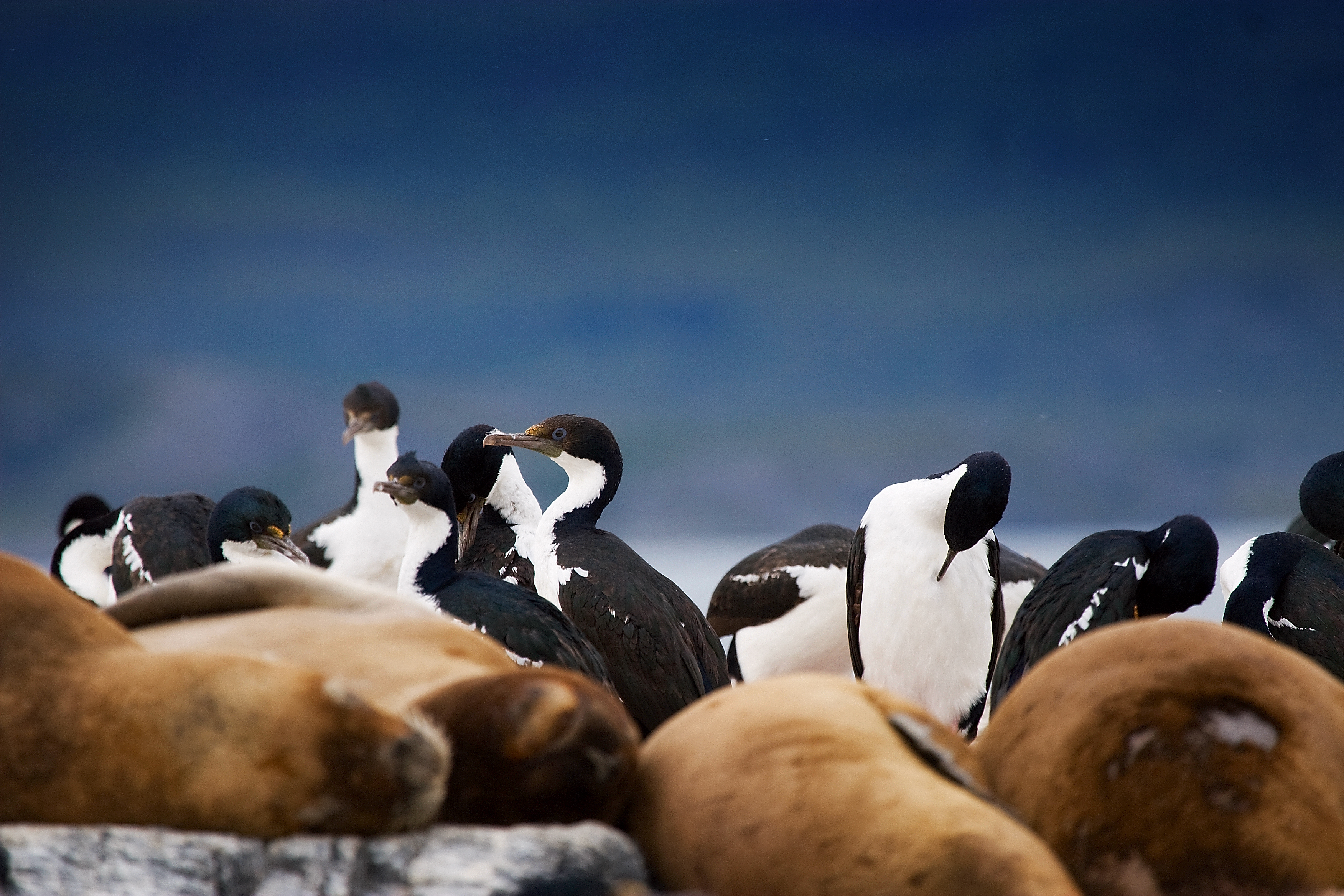
Blauaugenscharben

Die Blauaugenscharbe (Leucocarbo atriceps, Syn.: Phalacrocorax atriceps), auch Antarktischer Kormoran genannt, ist eine sehr große Art aus der Familie der Kormorane. Sie kommt ausschließlich im Süden Südamerikas vor. Es werden mehrere Unterarten unterschieden, wobei jedoch die genaue Zahl der Unterarten in der Literatur strittig ist.
Die IUCN stuft die Blauaugenscharbe als ungefährdet (least concern) ein, da das Verbreitungsgebiet dieser Art sehr groß ist. Der Bestandstrend ist nicht genau bekannt, es gibt jedoch keine Indizien, dass die Populationszahlen signifikant zurückgehen. Der weltweite Bestand wird auf 340.000 bis 1,4 Millionen geschlechtsreife Individuen geschätzt.

## Erscheinungsbild
Die Blauaugenscharbe erreicht ausgewachsen eine Körperlänge von 69 bis 74 cm und eine Flügelspannweite von 112 cm. Sie wiegt dann zwischen 2,5 und 3,5 Kilogramm. Männchen sind tendenziell etwas größer und schwerer als die Weibchen, ansonsten besteht kein auffälliger Sexualdimorphismus.
An Kehle, Wange, Vorderhals und Unterseite ist das Gefieder weiß, am Oberkopf, am Halsrücken und an der Oberseite dagegen glänzend schwarz. Am Hinterkopf weisen adulte Blauaugenscharben während der Brutzeit verlängerte Federn auf, die aufgerichtet werden können. Namensgebend ist ein leuchtend blauer Augenring. Auch die federlose Gesichtshaut ist bläulich, während die Füße fleischfarben und die Schwimmhäute schwarz sind. Jungvögel sind braun und weiß gefiedert. Ihnen fehlt noch der bläuliche Augenring, die nackte Gesichtshaut ist matter und der Schnabel ist matter gefärbt.

## Verbreitung
Die Blauaugenscharbe ist beheimatet auf der antarktischen Halbinsel und den vor der Antarktis liegenden Inseln. Sie brütet auf den Südlichen Orkneyinseln, den Südlichen Shetlandinseln, vor Kap Hoorn und Patagonien sowie auf Heard in Meeresnähe in Kolonien, die aus einigen Dutzend Paaren bestehen. Auf den Falklandinseln ist die Blauaugenscharbe ein an der Küste weit verbreiteter Brutvogel.
Es gibt verschiedene Unterarten dieser Kormoranart, die sich alle leicht in Farbe und Zeichnung unterscheiden.

## Lebensweise
Blauaugenscharben fressen überwiegend Krustentiere und kleine Fische, die sie tauchend erjagen. Sie suchen gelegentlich in einiger Entfernung zur Küste nach Nahrung. Sie sind Kolonienbrüter und auch während der Rastzeiten und der Nahrungssuche gesellige Vögel. Sie brüten häufig in der Nähe von Felsenpinguinen und Schwarzbrauenalbatrossen. Das Nest wird aus Algen, Schlamm und Gras errichtet. Die eigentliche Nistmulde wird mit Gras ausgelegt. Das Gelege besteht aus zwei bis vier Eiern. Diese sind blass grün-blau. Die Brutzeit beträgt 28 Tage.

## Belege

### Einzelbelege
1. ↑   Shirihai, S. 195
2. ↑   BirdLife Factsheet zur Blauaugenscharbe, aufgerufen am 13. Dezember 2010
3. ↑   Wkood, S. 66